# Synagoge (Oberglogau)
Koordinaten: 50° 21′ 11,8″ N, 17° 51′ 48,3″ O

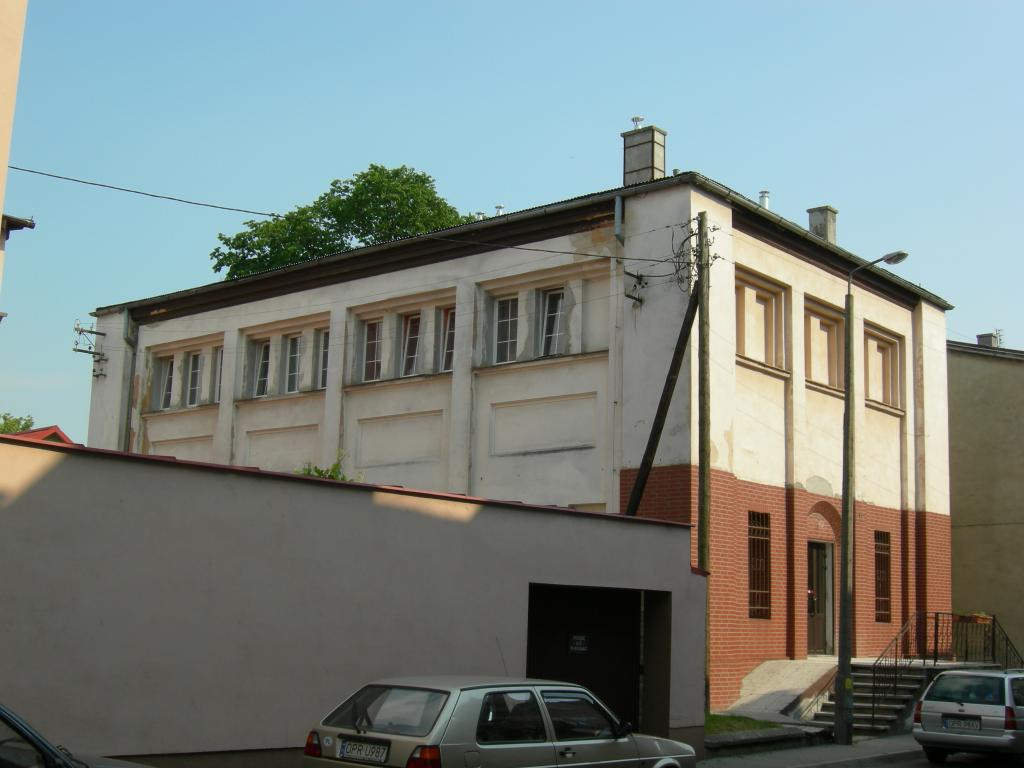
Die ehemalige Synagoge im Jahr 2007

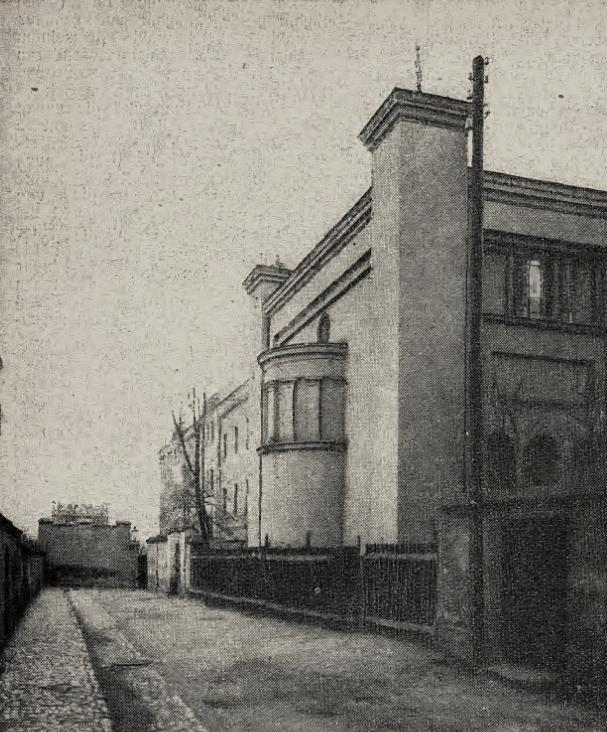
Die Apsis um 1930

Die ehemalige Synagoge im oberschlesischen Oberglogau (Głogówek) stammt aus den 1860er Jahren und gehörte der liberalen jüdischen Gemeinde. Sie befindet sich an der Ulica Szkolna 1.

## Geschichte
Die Oberglogauer Synagoge wurde 1869 erbaut. Sie wurde durch den Oberglogauer Architekten und Baumeister Frankel entworfen. Mündlichen Überlieferungen nach soll es vorher ein hölzernes Bauwerk gegeben haben. Der steinerne Bau hat eine rechteckige Grundfläche mit den Maßen 11,65 mal 18,75 Meter. Im Innenraum besaß das Gotteshaus an drei Seiten Emporen für die Frauen auf gusseisernen Säulen. Hinter dem Eingang befand sich eine Vorhalle, von der man in die Haupthalle kam. An der Ostseite befand sich ein reich verzierter Toraschrein mit einer Kuppel.
In der Oberglogauer Synagoge befand sich einst eine Thorarolle aus dem 18. Jahrhundert mit Silberarbeiten des Johann Gottlieb Muche aus Breslau. Diese war geschmückt mit dem Wappen der Fürsten von Hatzfeld.
Nach den Novemberpogromen in der Nacht vom 9. auf den 10. November 1938 blieb das Bauwerk erhalten. Nach 1945 wurde es umgebaut und zu einem landwirtschaftlichen Lager umgenutzt. Die Türmchen an den vier Ecken wurden auf Dachhöhe abgeflacht. In den 1950er Jahren wurde schließlich die Apsis abgebaut. Die ursprüngliche Gestalt des Gebäudes ist noch teilweise erkennbar. Das Gebäude wurde in den 1990er Jahren als Geschäft genutzt und heute befinden sich darin Wohnungen.